# Evanna Lynch
 Der er for få eller ingen kildehenvisninger i denne artikel, hvilket er et problem. Du kan hjælpe ved at angive troværdige kilder til de påstande, som fremføres i artiklen.

Evanna Lynch (født 16. august 1991) er en irsk skuespiller. Hun spiller rollen som Luna Lovegood i Harry Potter og Fønixordenen.
Hun har selv sagt at siden hun læste Harry Potter og Fønixordenen, har hun været en meget stor fan af Luna. Hun har også blandt andet optaget med en mobiltelefon, hende selv prøve at lyde som Luna. Evanna har selv beskrevet hendes værelse som orange, og med en væg hvor der står alle hendes yndlinges sætninger fra Harry Potter. Hun bor med sin mor , far, 2 ældre søstre og en yngre bror.